# Pic Boundary
Pour les articles homonymes, voir Boundary.
Le pic Boundary, en anglais Boundary Peak, est un sommet des montagnes Blanches dans le Nevada, à l'ouest des États-Unis ; il culmine à 4 007 mètres d'altitude et constitue le plus haut sommet de l'État. Il se trouve à moins d'un kilomètre de la frontière avec la Californie, dans le comté d'Esmeralda. Le pic Montgomery (4 097 mètres) appartient à la même chaîne mais se trouve en Californie. La région entourant le sommet appartient à la réserve naturelle de Boundary Peak Wilderness Area.